# 小原益知
小原 益知（おおはら ますとも)は、日本の建築家。
海軍兵学校生徒館の建築掛を皮切りに、海軍関連や琵琶湖疏水の諸施設、地方庁関連の建築工事を数多く手掛けた。

## 経歴
学歴
1881（明治14）年、工部大学校造家学科を卒業（第3期生）。同期に坂本復経. 久留正道。卒業制作は「AN ARMY AND NAVY CLUB」。
経歴
卒業後内務省に奉職。土木局に所属。1888（明治21）年、県庁舎移転計画に関与するため内務省から滋賀県に出向。このとき琵琶湖疏水設計にも関与。
1890（明治23）年、海軍省に移籍し海軍技師補。建築部門の責任者となる。1891年に海軍四等技師。1896年に台湾総督府に移籍。1897年、台湾総督府人政局臨時土木部技師。1897年1月から同年10月まで営繕課長を務めたが、1898年離職。その後東京市営繕課長に転籍。

## 代表作品
- 滋賀県旧庁舎[2]（1888（明治21）年6月、大津市東浦）
- 琵琶湖疏水大津閘門・第二琵琶湖疏水のトンネル出口
- 琵琶湖第一疏水第一隧道入口部洞門（1889（明治22）年、京都市）
- 琵琶湖疏水第三トンネル西口 （1888年、京都市）: 設計者田辺朔朗に協力 (PDF)  (PDF)
- 旧海軍兵学校生徒館（1893（明治26）年竣工、広島県江田島町）: 海上自衛隊幹部候補生学校。曾禰達蔵と
- 旧麻布区役所監督（1909(明治42)年竣工、東京市麻布区、現港区）: 設計は小林鶴吉(東京市技師)。現在一部は日本獣医生命科学大学校舎。1937（昭和12)年移築。